# Palaeoplusia
Palaeoplusia là một chi bướm đêm thuộc họ Noctuidae.